# Roman Kotrč
Roman Kotrč (26. srpna 1965 Praha – 29. března 2025) byl umělecký kovář, malostranský a popovický patriot, spoluzakladatel Sdružení výtvarníků Karlova mostu a místostarosta Velkých Popovic.

## Život
Narodil se v Praze, bydlel na Malé Straně, ale několik let žil s maminkou v Ostravě. V roce 1974 se vrátili do Prahy. Měl bratra Richarda. Studoval v Turnově Uměleckoprůmyslovou školu. V roce 1990 založil „Sdružení výtvarníků a výtvarných řemeslníků Karlova mostu a Starých zámeckých schodů“. Ve Velkých Popovicích měl kovárnu, od roku 2022 zde byl místostarostou. Byl velkým ochráncem Karlova mostu a zasloužil se významně o jeho kultivaci. Zemřel náhle ve věku nedožitých 60 let.